# Alfonso Greco
Alfonso Greco (Roma, 19 maggio 1969) è un allenatore di calcio ed ex calciatore italiano, di ruolo centrocampista.

## Carriera

### Giocatore

Greco con la maglia della Primavera della nella stagione 1987-1988.

Cresciuto calcisticamente nella Lazio, debuttò in Serie A con la squadra capitolina allenata da Giuseppe Materazzi nella stagione 1988-1989, disputando 11 partite in tutto.
Passato al Cagliari, nella stagione 1989-90 contribuì al ritorno in Serie A della società sarda, giocando 22 partite senza mai segnare e riportando, nella parte finale del campionato, un grave infortunio al ginocchio. Infatti, nei due anni seguenti di permanenza a Cagliari giocò poco disputando, in tutto, 8 partite.
A partire quindi dal 1991-1992 non disputò più un incontro in Serie A giocando per squadre militanti in Serie B, Serie C1 o Serie C2 tra cui SPAL, Carrarese, Pisa e Grosseto. Si è ritirato dal calcio giocato nel 2004.

### Allenatore

#### Dilettanti laziali ed esperienze a Malta
Successivamente è divenuto allenatore della prima squadra della società dilettantistica romana Nuova Tor Tre Teste, militante nel campionato regionale laziale di Eccellenza. Nella stagione 2007-2008 i suoi ragazzi hanno vinto il titolo italiano nella categoria Under-18.
Dopo aver allenato altre società del panorama dilettantistico regionale laziale (Real Pomezia, Pro Cisterna) è approdato a Malta, dove ha allenato Sliema Wanderers, con cui ha raggiunto per due anni consecutivi i preliminari di Europa League ed una finale di Tazza Maltija, e nel 2014-15 gli Żebbuġ Rangers, annata conclusasi con la retrocessione della squadra in First Division. Rientrato in patria, Greco guida la formazione dell'Ostia Mare per i successivi tre anni. All'inizio della stagione 2019-20, torna a Malta a guidare per la seconda volta in carriera lo Sliema Wanderers. Nel febbraio 2020 viene tuttavia rimosso dall'incarico, lasciando la squadra al terz'ultimo posto in classifica.

#### Lanusei
Il 16 giugno 2020 raggiunge l'accordo con l'ASD Lanusei Calcio, società sarda militante nella massima serie dilettantistica, diventandone il tecnico per la stagione 2020/2021. Il 14 giugno 2021, all'indomani dell'ultima gara di campionato, la società ogliastrina comunica l'interruzione del rapporto di collaborazione con il tecnico.

#### Torres
Il 16 luglio 2021 viene annunciato come nuovo allenatore della Torres, sempre in Serie D. Il primo anno sulla panchina Sassarese, conduce i rossoblù in finale di Coppa Italia (persa a Genzano di Roma contro il Follonica Gavorrano) e alla vittoria dei Play-off, battendo l'Arzachena in semifinale e l'Afragolese in finale. Risultato quest'ultimo, che vale il ripescaggio in Serie C.
La stagione del ritorno in terza serie, si apre con la sconfitta di Chiavari contro l'Entella. Il 27 dicembre 2022, proprio dopo la gara di ritorno contro i liguri (persa 0-1 tra le mura amiche del Vanni Sanna) e aver raccolto 21 punti in 20 giornate, che collocano la squadra al 13º posto in classifica, viene esonerato. Il 19 marzo successivo,  dopo l'allontanamento di Stefano Sottili, viene richiamato alla guida della squadra. Dal suo ritorno in panchina i rossoblù totalizzano 7 punti in 5 gare, utili a terminare il campionato al 15º posto ed ottenere la salvezza diretta.
Nella stagione 2023 - 2024 porta i rossoblù al secondo posto in classifica e di conseguenza al quarto di finale playoff, dove vengono eliminati dal Benevento.
La stagione 2024-2025 si chiude con il terzo posto in regular season, piazzamento che vale l'ottavo di finale playoff, contro l'Atalanta U23. L'andata contro i bergamaschi, disputata a Caravaggio, termina 7-1 per i neroazzurri. Risultato che vale il passaggio del turno agli orobici, nonostante la sconfitta al ritorno a Sassari per 2-1, il 14 maggio 2025. Una settimana più tardi la società, con un comunicato sui propri canali, annuncia di aver trovato l'accordo con il tecnico per terminare il rapporto di collaborazione con una stagione di anticipo sulla naturale scadenza.

## Statistiche

### Statistiche da allenatore
Statistiche aggiornate al 14 maggio 2025. In grassetto le competizioni vinte.
| Stagione                | Squadra                 | Campionato              | Campionato | Campionato | Campionato | Campionato | Coppe nazionali | Coppe nazionali | Coppe nazionali | Coppe nazionali | Coppe nazionali | Coppe continentali | Coppe continentali | Coppe continentali | Coppe continentali | Coppe continentali | Altre coppe | Altre coppe | Altre coppe | Altre coppe | Altre coppe | Totale | Totale | Totale | Totale | % Vittorie | Piazzamento      |
| Stagione                | Squadra                 | Comp                    | G          | V          | N          | P          | Comp            | G               | V               | N               | P               | Comp               | G                  | V                  | N                  | P                  | Comp        | G           | V           | N           | P           | G      | V      | N      | P      | %          | Piazzamento      |
| ----------------------- | ----------------------- | ----------------------- | ---------- | ---------- | ---------- | ---------- | --------------- | --------------- | --------------- | --------------- | --------------- | ------------------ | ------------------ | ------------------ | ------------------ | ------------------ | ----------- | ----------- | ----------- | ----------- | ----------- | ------ | ------ | ------ | ------ | ---------- | ---------------- |
| 2010-2011               | Real Pomezia            | Ecc.                    | 34         | 13         | 7          | 14         | CI-Ecc.         | 2               | 0               | 0               | 2               | -                  | -                  | -                  | -                  | -                  | -           | -           | -           | -           | -           | 36     | 13     | 7      | 16     | 36,11      | 9º               |
| 2011-2012               | Vigor Cisterna          | Ecc.                    | 34         | 16         | 4          | 14         | CI-Ecc.         | 8               | 5               | 2               | 1               | -                  | -                  | -                  | -                  | -                  | -           | -           | -           | -           | -           | 42     | 21     | 8      | 15     | 50,00      | 6º               |
| 2012-2013               | Sliema Wanderers        | PL                      | 32         | 16         | 6          | 10         | CM              | 1               | 0               | 1               | 0               | -                  | -                  | -                  | -                  | -                  | -           | -           | -           | -           | -           | 33     | 16     | 7      | 10     | 48,48      | 4º               |
| 2013-2014               | Sliema Wanderers        | PL                      | 32         | 14         | 10         | 8          | CM              | 5               | 3               | 1               | 1               | UEL                | 2                  | 0                  | 1                  | 1                  | -           | -           | -           | -           | -           | 39     | 17     | 12     | 10     | 43,59      | 5º               |
| lug.-ott. 2014          | Sliema Wanderers        | PL                      | 10         | 3          | 4          | 3          | CM              | -               | -               | -               | -               | UEL                | 2                  | 0                  | 1                  | 1                  | -           | -           | -           | -           | -           | 12     | 3      | 5      | 4      | 25,00      | Eson.            |
| ott. 2014-mag. 2015     | Żebbuġ Rangers          | PL                      | 24         | 5          | 3          | 16         | CM              | 1               | 0               | 0               | 1               | -                  | -                  | -                  | -                  | -                  | -           | -           | -           | -           | -           | 25     | 5      | 3      | 17     | 20,00      | Sub., Eson.      |
| feb.-mag. 2016          | Sliema Wanderers        | PL                      | 10         | 4          | 3          | 3          | CM              | 3               | 2               | 1               | 0               | -                  | -                  | -                  | -                  | -                  | -           | -           | -           | -           | -           | 13     | 6      | 4      | 3      | 46,15      | Sub., 7º         |
| 2016-2017               | Ostia Mare              | D                       | 34+1       | 18         | 9          | 7+1        | CI-D            | 1               | 0               | 0               | 1               | -                  | -                  | -                  | -                  | -                  | -           | -           | -           | -           | -           | 36     | 18     | 9      | 9      | 50,00      | 4º               |
| 2017-2018               | Ostia Mare              | D                       | 34         | 11         | 9          | 14         | CI-D            | 4               | 2               | 2               | 0               | -                  | -                  | -                  | -                  | -                  | -           | -           | -           | -           | -           | 38     | 13     | 11     | 14     | 34,21      | 11º              |
| 2018-2019               | Ostia Mare              | D                       | 38+1       | 9          | 12+1       | 17         | CI-D            | 1               | 0               | 1               | 0               | -                  | -                  | -                  | -                  | -                  | -           | -           | -           | -           | -           | 40     | 9      | 14     | 17     | 22,50      | 16º              |
| Totale Ostia Mare       | Totale Ostia Mare       | Totale Ostia Mare       | 108        | 38         | 31         | 39         |                 | 6               | 2               | 3               | 1               |                    | -                  | -                  | -                  | -                  |             | -           | -           | -           | -           | 114    | 40     | 34     | 40     | 35,09      |                  |
| 2019-feb. 2020          | Sliema Wanderers        | PL                      | 17         | 5          | 2          | 10         | CM              | 1               | 0               | 0               | 1               | -                  | -                  | -                  | -                  | -                  | -           | -           | -           | -           | -           | 18     | 5      | 2      | 11     | 27,78      | Eson.            |
| Totale Sliema Wanderers | Totale Sliema Wanderers | Totale Sliema Wanderers | 101        | 42         | 25         | 34         |                 | 10              | 5               | 3               | 2               |                    | 4                  | 0                  | 2                  | 2                  |             | -           | -           | -           | -           | 115    | 47     | 30     | 38     | 40,87      |                  |
| 2020-2021               | Lanusei                 | D                       | 34         | 12         | 11         | 11         | -               | -               | -               | -               | -               | -                  | -                  | -                  | -                  | -                  | -           | -           | -           | -           | -           | 34     | 12     | 11     | 11     | 35,29      | 7º               |
| 2021-2022               | Torres                  | D                       | 34+2       | 18+2       | 12         | 4          | CI-D            | 8               | 4               | 3               | 1               | -                  | -                  | -                  | -                  | -                  | -           | -           | -           | -           | -           | 44     | 24     | 15     | 5      | 54,55      | 3º               |
| 2022-2023               | Torres                  | C                       | 25         | 5          | 13         | 7          | CI-C            | 1               | 0               | 0               | 1               | -                  | -                  | -                  | -                  | -                  | -           | -           | -           | -           | -           | 26     | 5      | 13     | 8      | 19,23      | Eson., Sub., 15º |
| 2023-2024               | Torres                  | C                       | 38+2       | 22         | 9+1        | 7+1        | CI-C            | 2               | 1               | 0               | 1               | -                  | -                  | -                  | -                  | -                  | -           | -           | -           | -           | -           | 42     | 23     | 10     | 9      | 54,76      | 2º               |
| 2024-2025               | Torres                  | C                       | 38+2       | 19+1       | 11         | 8+1        | CI+CI-C         | 1+2             | 0+1             | 0+0             | 1+1             | -                  | -                  | -                  | -                  | -                  | -           | -           | -           | -           | -           | 43     | 21     | 11     | 11     | 48,84      | 3º               |
| Totale Torres           | Totale Torres           | Totale Torres           | 141        | 67         | 46         | 28         |                 | 14              | 6               | 3               | 5               |                    | -                  | -                  | -                  | -                  |             | -           | -           | -           | -           | 155    | 73     | 49     | 33     | 47,10      |                  |
| Totale carriera         | Totale carriera         | Totale carriera         | 476        | 193        | 127        | 156        |                 | 41              | 18              | 11              | 12              |                    | 4                  | 0                  | 2                  | 2                  |             | -           | -           | -           | -           | 521    | 211    | 140    | 170    | 40,50      |                  |

## Palmarès

### Giocatore

#### Club

##### Competizioni giovanili
- Campionato Primavera: 1

Lazio: 1986-1987

##### Competizioni nazionali
- Coppa Italia Serie C: 2

SPAL: 1998-1999
Pisa: 1999-2000
- Serie C2: 2

SPAL: 1997-1998
Grosseto: 2003-2004

### Allenatore

#### Club

##### Competizioni giovanili
- Campionato Juniores Dilettanti: 1

N. Tor Tre Teste: 2007-2008

##### Competizioni nazionali
- Coppa di Malta: 1

Sliema Wanderers: 2015-2016